# علي المؤمن
علي محمد المؤمن، (1938-) رئيس سابق للأركان في الجيش الكويتي، وأول سفير للكويت في العراق منذ الغزو العراقي للكويت.

## مسيرته العسكرية
ترأس قيادة الأركان في الجيش الكويتي من عام 1993 حتى 2 يناير 2003 عندما بلغ السن القانونية للتقاعد ، وأقيم له حفل تكريم حضرة وزير الدفاع الشيخ جابر المبارك الصباح في 12 يناير 2003.

## عمله في مركز العمليات الإنسانية
كرمته جمعية الصحافيين في الأمم المتحدة في 23 نوفمبر 2006 لدوره كرئيس لمركز العمليات الإنسانية في العراق.

## عمله الدبلوماسي
في يوم 17 يوليو 2008 قال وزير الخارجية الكويتي الشيخ محمد صباح السالم الصباح بأن الأمير سيصدر مرسوما أميريا بتعيينه سفيرا للكويت في العراق ، وقد رحبت وزارة الخارجية العراقية بهذا التعيين، حيث قال محمد الحاج حمود وكيل الوزارة بأن هذا التعيين يعد خطوة إيجابية في تطور العلاقات بين البلدين، وقال بأن حكومة العراق ستسمي سفيرا لها في الكويت في الفترة القادمة ، ورحبت الولايات المتحدة الأمريكية بهذا التعيين ، وقد أدى اليمين الدستورية أمام أمير الكويت الشيخ صباح الأحمد الصباح في 16 سبتمبر 2008 بقصر السيف ، وفي يوم 15 أكتوبر 2008 قال الشيخ محمد صباح السالم الصباح بأن السفير سيقدم أوراق اعتماده في زيارة رئيس مجلس الوزراء الشيخ ناصر المحمد الأحمد الصباح إلى بغداد ، وفي 22 أكتوبر 2008 قدم أوراق اعتماده لدى وزير الخارجية العراقي هوشيار زيباري ، وتسلم الرئيس العراقي جلال الطالباني أوراق اعتماده في اليوم نفسه معربا عن سعادته في وجود سفير كويتي في العراق ، ووصف وكيل وزارة الخارجية الكويتية خالد الجار لله هذه العملية بأنها خطوة هامة على الطريق الصحيح في إطار العلاقات الكويتية العراقية  وهو ما يؤكد حرص الكويت على توطيد العلاقات مع العراق.

## الأوسمة التي حصل عليها
- وسام مايو للاستحقاق العسكري (الأرجنتين في 11 ديسمبر 1998).[13]